# Adiwerna (distrikt)
Adiwerna är ett distrikt (kecamatan) i Indonesien.   Det ligger i provinsen Jawa Tengah, i den västra delen av landet, 260 km öster om huvudstaden Jakarta.
Distriktet består av 21 byar:
- Adiwerna
- Bersole
- Gumalar
- Harjosari Kidul
- Harjosari Lor
- Kalimati
- Kaliwadas
- Kedungsukun
- Lemahduwur
- Lumingser
- Pagedangan
- Pagiyanten
- Pecangakan
- Pedeslohor
- Penarukan
- Pesarean
- Tembok Banjaran
- Tembok Kidul
- Tembok Lor
- Tembok Luwung
- Ujungrusi